# Daniela Schulz (Schauspielerin)
Daniela Schulz (* 9. Mai 1982 in Ludwigslust/Bezirk Schwerin der DDR) ist eine deutsche Schauspielerin.

## Leben und Wirken
Schulz trat 2001 als Sprecherin in einem Henning-Mankell-Hörbuch auf. Ihre Filmkarriere begann 2005 mit einer Hauptrolle in Michael Buschs experimentellem Spielfilm Sieben Himmel. Seit 2005 erhielt sie Unterricht und Schauspiel-Coaching durch Teresa Harder. Von 2006 bis 2009 machte Schulz eine Ausbildung an der Schauspielschule „Der Kreis“ (Fritz-Kirchhoff-Schule), der ältesten, staatlich anerkannten privaten Schauspielschule in Berlin. An der Studiobühne der Schule trat sie währenddessen in den Stücken Katzelmacher von Rainer Werner Fassbinder und Krankheit der Jugend auf.
Bekannt ist Schulz durch Fernsehfilme und -serien sowie Kinofilme wie etwa Tatort, Großstadtrevier und verschiedenen SOKOs.

## Sprechrollen
- 2001: Die Brandmauer (Hörspiel)
- 2011: Siegmund Freud – Friedhof der Namenlosen (Hörspiel)
- 2012: Hui Buh neue Welt – Der grauenvolle Geburtstag (Hörspiel)
- 2012: Zahltag (Kriminalhörspiel)

## Filmografie (Auswahl)
- 2005: Sieben Himmel
- 2006: Bad Luck, Good Luck! (Kurzfilm)
- 2006, 2012: In aller Freundschaft (Fernsehserie, 2 Folgen)
- 2006: SOKO Wismar (Fernsehserie) – Verfluchte Leidenschaft
- 2007: Bukarest Fleisch (Fernsehfilm)
- 2007: Tatort: Strahlende Zukunft (Fernsehreihe)
- 2008: Der Kriminalist (Fernsehserie) – Fahrt in den Tod
- 2008: Rosa und Taxi (Kurzfilm)
- 2009: Küstenwache (Fernsehserie) – Geliebter Feind
- 2009: Katzenleben (Kurzfilm)
- 2009: Tatort: Wir sind die Guten
- 2010: Notruf Hafenkante (Fernsehserie) – Bärendienst
- 2010: Gonger 2 (Fernsehfilm)
- 2010: Die Auflehnung (Fernsehfilm)
- 2010: Polizeiruf 110: Zapfenstreich (Fernsehreihe)
- 2010: Deadline – Jede Sekunde zählt (Fernsehserie) – Wer einmal lügt
- 2010: Der letzte Eremit (Kurzfilm)
- 2011: Schimanski: Schuld und Sühne (Fernsehreihe)
- 2011: Ein Fall für zwei (Fernsehserie) – Dunkle Schatten
- 2011: Mörderisches Wespennest (Fernsehfilm)
- 2012: Ihr Brief zur Hochzeit (Kurzfilm)
- 2012: Tod einer Brieftaube (Fernsehfilm)
- 2012: Mörderische Jagd (Fernsehfilm)
- 2012: Blutadler (Fernsehfilm)
- 2012: Die Reichsgründung (Fernsehfilm)
- 2013: The Silence Between Two Songs (Kurzfilm)
- 2013: Rona & Nele (Spielfilm)
- 2013: Der Alte (Fernsehserie) – Blutiger Asphalt
- 2013: Rendezvous (Kurzfilm)
- 2014: Ihr und eure Welt (Kurzfilm)
- 2014: Roadtrip (Kurzfilm)
- 2014–2018: Großstadtrevier (Fernsehserie, als Caroline Schirmer)
- 2014: Dr. Klein (Fernsehserie) – Inseln
- 2014, 2021: SOKO Stuttgart (Fernsehserie) – Mord unter Freunden, Paartherapie
- 2014: Totes Land (Kurzfilm)
- 2015: SOKO Köln (Fernsehserie) – Der Fluch der Libelle
- 2015: Bridge of Spies – Der Unterhändler
- 2015: Dieses Sommergefühl
- 2016: Der Staatsanwalt (Fernsehserie) – Tödliche Fürsorge
- 2016: Alles Klara (Fernsehserie) – Rundflug in den Tod
- 2016: SOKO München (Fernsehserie) – Ausweglos
- 2017: Avalanche (Kurzfilm)
- 2017: Die Kanzlei (Fernsehserie) – Am Abgrund
- 2017: You're Welcome (Kurzfilm)
- 2017: Alarm für Cobra 11 – Die Autobahnpolizei (Fernsehserie) – Alles aus Liebe
- 2018: Lena Lorenz – Eindeutig uneindeutig
- 2020: Friesland: Aus dem Ruder (Fernsehreihe)
- 2021: Neben der Spur – Schließe deine Augen (Fernsehreihe)
- 2021: SOKO Köln (Fernsehserie, Folge: Die Büßer)
- 2022: Praxis mit Meerblick – Mutter und Sohn
- 2022: Die Chefin (Fernsehserie, Folge: Ein Hauch von Freiheit)
- 2025: Mord in Wien – Der letzte Bissen (Fernsehreihe)